# 源氏物語古系図
源氏物語古系図（げんじものがたりこけいず）とは、『源氏物語』の登場人物を実在の人物と同様に系図の形式で書き表した源氏物語系図のうち、実隆本源氏物語系図以前のものをいう。
源氏物語系図のうち、古系図に限らない一般の記述については源氏物語系図を参照。

## 概要
源氏物語系図には、平安時代末期から鎌倉時代初期にかけて作成されたと見られるものが現存しているため、院政期にはすでにまとまったものが作成されたと考えられている。
源氏物語古系図には共通して「朧月夜」について他の人物と比べると異例なほどの長文の解説が付されているなど、現存するものは読者それぞれが自分の理解に基づいて作成したとすると考えられないほどに言い回しなどが共通しているため、院政期には成立したと考えられる祖本が存在しており、そこから時には修正を加えられながらも写されていったのであろうと考えられている。また、三条西実隆による古系図の「整理」も、一から全面的に作り直したのではなく、それまでに存在した源氏物語古系図の一本に証本にしようとして自らが整えた青表紙本の（三条西家系統の）本文に合うように手を加えるという形で行われたにすぎないと考えられている。

### 譜
普通、古系図と呼ばれるものより更に前の段階として、「譜」と呼ばれるものがあった可能性がある。
源氏物語の注釈書「光源氏物語本事」には、更級日記の逸文と伝えられるものの中に、更級日記の作者である菅原孝標女が『源氏物語』を読んだ際に、「譜」を手元に置いて読んだ旨の記述がある。この、「譜」が具体的にどのようなものであったのかは明らかではないものの、系図のようなものを含んだものとする見方も存在する。「光源氏物語本事」の著者の了悟自身、譜の中身について有識者を尋ね歩き、系図ではないかという回答も得ている。

## 内容
（源氏物語古系図を含む）源氏物語系図は以下の部分から構成されている。
- 前付
- 系譜部分
- 不入
- 後付

### 系譜部分
源氏物語に登場する人物をその父系に従って分けて記述した全ての系図に存在する源氏物語系図の本体部分であり、当時の実際の家系を描いた系図がそうであるように人物間を線でつなげる形式のものとそうでない形式のものがある。おおむね以下のように分かれている。
- 皇室の一族（多くの場合故先帝から始まっており、今上帝にいたるまでの全ての天皇・全ての皇子・全ての皇女が含まれる最も規模の大きい系譜である。光源氏（通常は「六条院」と呼ばれている）及びその子孫達も全てここに含まれる）
- 左大臣から始まる頭中将・柏木・紅梅らの一族（葵の上・雲居の雁・玉鬘らもここに含まれる）
- 右大臣から始まる一族（弘徽殿女御・朧月夜らがここに含まれる）
- 髭黒の一族（真木柱・玉鬘の子供達もここに含まれる）
- 明石の一族（明石入道の父である故大臣から始まりその弟の故按察大納言、その娘で光源氏の母である桐壺更衣らもここに含まれる）

以下六条御息所とその父の大臣だけの系譜など、小規模な系譜がいくつか並べられている。
これらの系譜ではその中に現れるそれぞれの人物について、以下のような点が記されている。
- 母が誰か
- どの巻に登場するか
- 本文中での呼ばれ方
- 官位・事績
- 詠歌の有無や首数

### 不入
「父母明らかならぬ人」などともされる系譜の明かでない人物を個々に列挙してある部分である。写本によっては系譜中の人物と同様に詳細な説明を加えていることもあるが単に名前を並べているだけのこともあり、写本によってはこの部分そのものが無いこともある。

### 前付及び後付
系譜以外のさまざまな記述の部分のことである。これらの部分は写本によっては無いものもあり、存在する場合でもその内容の差は激しく、前付にあるか後付にあるかも一定しないが、おおむね以下のようなものが含まれている。
- 源氏物語のおこり（源氏物語の成り立ちを石山寺伝説などと絡めて説明したもの）
- 源氏物語の巻名や巻序の説明（『源氏物語目録』などと呼ばれることもあり、これだけで独立した書き物になっている場合もある、巻名の異名や並びの巻についての説明が記されている場合もある。源氏物語古系図にはしばしば現在見ることの出来ない巻名が記されていたりする）
- 名前の明かでない詠歌のある人物についての説明（不入の末尾の記述とみることもできる場合もある）
- 系譜に挙げた人物を数え上げる記述（男は帝王○人、親王○人、大臣○人などと、女は后○人、斎院○人、女御○人、女房○人などと数え上げている）
- 詠歌の数を巻別や詠歌者別に数え上げる記述
- その他のさまざまな源氏物語に関する言説

## 分類
池田亀鑑は古系図について、「九条家本」系統、「為氏本」系統、「正嘉本」系統の3系統に、後には「天文本」系統を加えて4系統に分類しており、
1. 「九条家本」系統
2. 「為氏本」系統
3. 「正嘉本」系統
4. 「天文本」系統

の順で原型をよく保っており、下に行くほど後世の付加・改変が大きいとした。
常磐井和子は「源氏物語古系図は複雑な伝流過程をたどっていると見られ、原型に近いと見られる「九条家本」系統以外は明確な分類が出来ないものがある」として成立時の原型に近い「九条家本」系統とその他の2系統に分類でよいとしている。
その他1巻物と2巻以上に分かれているもの、巻子形態のものと冊子形態のもの等に分けることが出来る。

## 主な源氏物語古系図
九条家本古系図
成立時期は鎌倉時代初期を下らない時期で、おそらく字体などから平安末と見られる、現存するものの中では最も古いと見られる古系図である。冒頭と末尾が欠けているため本来どのような題号を持っていたのかは不明。「九条」と刻印された蔵書印が押してある。現在は東海大学桃園文庫蔵。
帝塚山大学本系図、秋香台本源氏物語系図
九条家本に最も近い内容を持った九条家本系統の古系図の一つ。
伝二条為氏本古系図
成立時期は鎌倉時代中期を下らないと見られる。旧前田家蔵。
末尾に「のりのし」、「すもり」、「さくら人」、「ひわりこ」といった現在流布している源氏物語に含まれない巻名をあげ、「これらはつねになし」と記している。
正嘉本古系図
正嘉2年（1258年）の書写と伝えられる。天理大学図書館蔵。
鶴見大学蔵本古系図
室町時代末期の書写と見られるが、内容的には正嘉本古系図に近い。巣守三位についての詳細な叙述がある。
天文本古系図
湖月抄に収められた古系図。実隆本成立より後の天文19年6月27日（1550年8月9日）日付の奥書を持つが内容は古系図に属する。

## 意義
登場人物の同一性などについての源氏物語の本文の解釈について、さまざまに解釈が分かれる可能性がある中、系図を作成するためにはどのような解釈をとるのか決める必要があるため、古い時代に作成された源氏物語古系図を見るとその系図を作成した者が源氏物語の本文についてどのような解釈をとったのかが明らかになり、古い時代の源氏物語の解釈がどのようなものであったのかをある程度推測することができる。
また、「雲居の雁」、「落葉の宮」、「朧月夜」、「軒端荻」、「浮舟」、「柏木」、「玉鬘（夕顔尚侍）」、「夕霧」、「秋好中宮」、「髭黒」、「葵の上」といった登場人物の呼称中で本文中に現れず、『源氏物語』が読まれる中で使われるようになってきた名前がいつ頃から使われるようになったのかを知る手がかりにもなる。

### 巣守物語
「鶴見大学蔵本古系図」など、古い時代の源氏物語系図の中には、「蛍兵部卿」（これは光源氏の弟で「蛍兵部卿宮」、「蛍宮」などとも呼ばれる現行の源氏物語の本文にも存在する人物である）の孫として、現在一般に流布している源氏物語の本文の中には見られない「巣守三位」なる人物とその事績が記載されているものがある。それらによると、「巣守三位」とは、匂宮と薫の二人からともに求愛されるという現行流布本での浮舟を思わせるような存在である。（但し巣守三位は薫と結ばれて男子をもうけたあとで隠棲生活に入ったとされており、この点は現行の源氏物語の浮舟と大きく異なっている。）またこれらの「巣守三位」についての記述は現行の源氏物語54帖の中には無い「すもりの巻」なる巻が存在し、その中に描かれているとされている。また、「源氏物語小鏡」などの一部の古注釈にも「すもりの巻」や「巣守三位」にふれているものが存在する。この巣守物語については、宇治十帖を踏まえた後人の補作であるという説と、本編と同じ作者により光源氏死後の物語として「すもりの巻」を含む巣守物語が一度書かれたが、何らかの理由で破棄され、その後改めて浮舟を中心とした現在の宇治十帖が書かれたのではないかとする説が存在する。

## 翻刻本等
- 『源氏物語大成 13資料篇』池田亀鑑編著（中央公論社）
「九条家本古系図」、「伝二条為氏本古系図」、「正嘉本古系図」を翻刻している。
- 『源氏物語古系図の研究』常磐井和子（笠間書院、1973年（昭和48年）3月）
「秋香台本古系図」、「伝清水谷実秋筆本古系図」、「神宮文庫本古系図」を翻刻している。
- 紫式部学会編『古代文学論叢 第3輯 源氏物語・枕草子研究と資料』武蔵野書院、1973年（昭和48年）1月。
常磐井和子による「安養尼本古系図」の翻刻を翻刻している。
- 紫式部学会編『古代文学論叢 第5輯 源氏物語と女流日記 研究と資料』 武蔵野書院、1976年（昭和51年）。
「伝藤原家隆筆源氏物語系図」（専修大学本）の翻刻を収録している。
- 中田武司編『専修大学図書館蔵古典籍影印叢刊 藤原家隆筆・源氏系図』（専修大学出版局、1980年（昭和55年）5月） ISBN 4-88125-013-2
- 清水婦久子編『光源氏系図 : 帝塚山短期大学蔵 影印と翻刻』和泉書院、1994年6月。 ISBN 4-87088-676-6
- 「九曜文庫蔵源氏物語享受資料影印叢書 10　源氏薫香考・源氏雨夜立聞・雨夜滴・すみれ草」2007年（平成19年）10月。 ISBN 4-585-00843-8
- 「国文学研究資料館蔵『光源氏系図』解題・注解」陣野英則・新美哲彦・横溝博編『平安文学の古注釈と受容　第二集』武蔵野書院、2009年（平成21年）10月、pp.. 2-16。 ISBN 978-4-8386-0237-7 
国文学研究資料館蔵『光源氏系図』（国文研本古系図）の翻刻を収録している。
- 高田信敬「源氏物語古系図(巣守三位本)解題・翻字」紫式部学会編『古代文学論叢 第18輯 源氏物語の言語表現研究と資料』武蔵野書院、2009年（平成21年）11月、pp.. 319-398。 ISBN 978-4-8386-0241-4 
鶴見大学本（巣守三位本）の翻刻を収録している。